# Общество взаимного кредита
Общество взаимного кредита (ОВК) — вид кредитного учреждения, существовавшего в России в XIX—XX веках, организованного на начале взаимности, то есть совладельцами данного кредитного учреждения были члены — заёмщики, связанные круговой порукой.
Целью обществ взаимного кредита было обеспечение своих членов дешёвым кредитом, в основном краткосрочным (до 6 месяцев) и на предпринимательские нужды.

## Принципы управления обществом взаимного кредита
Высшим органом управления общества взаимного кредита было общее собрание членов, на котором каждый член ОВК имел один голос, вне зависимости от размера участия в капитале ОВК. Для ведения текущих дел общее собрание ОВК избирало Совет, Правление и Приёмный комитет. В случае большого количества членов общества взаимного кредита общее собрание могло заменяться собранием уполномоченных.

## Операции обществ взаимного кредита
Деятельности обществ взаимного кредита строилась на взаимных началах. Каждому члену ОВК при вступлении устанавливался размер кредита в соответствии с его кредитоспособностью и предлагаемым обеспечением. В уставе мог быть определён наименьший размер кредита, который может быть открыт Обществом, что позволяло вступать в ОВК только состоятельным подданным Российской империи. Каждый член общества при вступлении брал на себя ответственность за определённую часть обязательств ОВК, 10 или 5 % от этих обязательств он должен был внести в качестве взноса. Такая структура построения капитала и ответственности в ОВК определяли высокую надёжность деятельности обществ взаимного кредита. Во времена финансовых кризисов члены и клиенты обществ взаимного кредита, в отличие от коммерческих банков, ни разу не пострадали.
Общества взаимного кредита проводили два вида финансовых операций — операции только со своими членами и операции с любыми желающими. К финансовым операциям, проводимым только со своими членами, относились операции по предоставлению кредитов, в том числе и в виде учёта векселей. Так как общества взаимного кредита, в отличие от коммерческих акционерных банков, занимались кредитованием только своих членов, то они стремились понизить процентные ставки по выдаваемым кредитам.
Деятельность по привлечению денежных средств в виде приёма вкладов, ведения счетов, общества взаимного кредита проводили с любыми физическими и юридическими лицами.

## История деятельности обществ взаимного кредита в Российской империи

### Возникновение обществ взаимного кредита
Устав первого российского Общества взаимного кредита был Высочайше утверждён 9 (21) апреля 1863 года. Дата начала операций ОВК 17 (29) марта 1864 года в Санкт-Петербурге, столице Российской империи, считается днём рождения Общества. Это было первое частное кредитное учреждение в России. В том же году был создан первый акционерный коммерческий банк — Санкт-Петербургский частный коммерческий банк.
Заслуга учреждения первого Общества взаимного кредита в России принадлежит Евгению Ивановичу Ламанскому, бывшему в то время товарищем (заместителем) управляющего Государственным банком Российской империи. Прежде чем Е. И. Ламанский был назначен товарищем Управляющего Государственным банком, он тщательно изучил постановку банковского дела в Западной Европе, и в особенности, во Франции и Бельгии. В Бельгии он детально ознакомился с постановкой банковского дела для средних и мелких торговцев. Идеями взаимного кредита он воспользовался, изучив в Брюсселе кредитное учреждение, основанное на взаимности.
В это время по образцу Санкт-Петербургского общества взаимного кредита создаются ОВК в Москве и других городах Российской империи. Так в 1869 было создано Московское купеческое общество взаимного кредита.
До 1872 г. образование обществ взаимного кредита в Российской империи производилось в каждом конкретном случае на основе утверждавшихся императором уставов. Общие правовые нормы относительно создания и деятельности обществ взаимного кредита впервые были установлены Высочайше утверждённым мнением Государственного совета «Об учреждении частных кредитных установлений» от 31 мая 1872 г. Данный правовой акт утвердил временные правила для учреждения акционерных и «на круговом ручательстве заёмщиков основываемых» частных кредитных учреждений. В соответствии с данным правовым актом временно прекращалось создание частных кредитных учреждений в столицах и тех губерниях, где их уже существовало не менее двух. Уставы обществ взаимного кредита и изменения в них утверждались министром финансов по следующим образцам уставов обществ взаимного кредита Пензенского, Новочеркасского и Второго Харьковского от 21 мая 1871 г. и устава Варшавского общества взаимного кредита от 10 ноября того же года.
Долгое время в Санкт-Петербурге действовало только одно общество взаимного кредита представителей торгово-промышленного капитала, хотя в 1871 году в Санкт-Петербурге было учреждено Общество взаимного кредита Санкт-Петербургского уездного земства. Второе Санкт-Петербургское общество взаимного кредита было создано только в 1895 году. С начала XX века представители различных отраслей деятельности в Санкт-Петербурге стали создавать новые ОВК, например Общество взаимного кредита печатного дела, созданное в 1904 году, Общество взаимного кредита торговцев Апраксина двора и Сенной площади, созданное в 1910 году, так, Русское торгово-промышленное общество взаимного кредита, созданное в 1907 году, объединяло только членов Русского торгового общества.

### Период бурного роста обществ взаимного кредита
В начале XX века наступил период бурного роста обществ взаимного кредита.
| Год  | Количество ОВК | Количество членов ОВК |
| ---- | -------------- | --------------------- |
| 1895 | 93             | 56629                 |
| 1901 | 123            | 94769                 |
| 1905 | 217            | 140057                |
| 1910 | 467            | 267107                |

На 1 января 1914 года в Российской империи оперировало 1117 обществ взаимного кредита, а в Санкт-Петербурге действовали около 30 обществ взаимного кредита.

### Съезды представителей обществ взаимного кредита
В 1895 году в Харькове прошёл первый съезд представителей обществ взаимного кредита. На съезде рассматривались актуальные вопросы развития обществ взаимного кредита, в том числе вопрос создания нормального устава общества взаимного кредита. Второй съезд представителей обществ взаимного кредита прошёл в 1898 году в Санкт-Петербурге. Третий съезд представителей обществ взаимного кредита прошёл в 1907 году в Санкт-Петербурге. На губернском уровне так же проходили съезды представителей обществ взаимного кредита.

### Создание Центрального банка обществ взаимного кредита
Бурный рост численности обществ взаимного кредита привёл к необходимости объединения обществ взаимного кредита в виде Центрального банка обществ взаимного кредита (ЦБ ОВК). Одним из причин объединения ОВК был тот факт, что в одно и то же время одни ОВК кредитовались в коммерческих банках, а другие — держали в них свободные средства. Таким образом, коммерческие банки выступали посредниками в распределении средств между ОВК, получая за это солидные проценты. Оставить эти деньги в управлении самих ОВК стало основной целью объединения.
В 1909 году были открыты действия ЦБ ОВК. Он был создан на тех же организационных принципах, что и другие ОВК: каждый пайщик мог получить кредит, в 10 раз больший его взноса в основной капитал. Деятельность ЦБ ОВК сдерживало то, что по уставу он не мог привлекать в пассивы средства населения. Поэтому, несмотря на крупные кредиты в Государственном банке и коммерческих банках, которыми располагал ЦБ ОВК, перед ним стояла проблема нехватки средств.
Количество членов ЦБ ОВК постоянно росло. Если на момент открытия действий, к 30 января 1909 г., он объединял 144 ОВК (39 % всех существовавших в это время), то к началу следующего года — 304 (65 %), ещё через год — 464 (76 %), а к 1912 г. — 650 обществ.

## Деятельность обществ взаимного кредита в первые годы Советской власти

### Национализация обществ взаимного кредита в первые годы Советской власти
После революционных событий 1917 года одним из первых решений Советской Власти было установление государственной монополии на банковскую деятельность и национализация частных акционерных банков и банкирских контор. С этой целью ВЦИК был принят 14 декабря 1917 года Декрет О национализации банков. Национализация обществ взаимного кредита началась в октябре 1918 года в соответствии с циркуляром Народного комиссариата финансов РСФСР от 10 октября 1918 года О ликвидации обществ взаимного кредита.

### Восстановление обществ взаимного кредита в условиях новой экономической политики
После введения новой экономической политики (НЭП) и восстановлении свободного товарооборота и денежного хозяйства перед правительством РСФСР и других Советских республик стала задача организации кредитной системы, которая могла бы охватить все многообразные стороны народного хозяйства страны.
Первым в РСФСР открыло своё действие 1 июня 1922 года Петроградское общество взаимного кредита, затем переименованное в Первое общество взаимного кредита в г. Ленинграде. В основу устава Общества вошёл Устав Санкт-Петербургского общества взаимного кредита. Располагалось Первое общество взаимного кредита в здании по адресу Екатерининский канал, д.13, которое принадлежало Санкт-Петербургскому обществу взаимного кредита до 1917 года.
Затем, 1 августа 1922 года приступили к работе Петроградское торгово-промышленное ОВК и Саратовское ОВК, 24 августа того же года — Харьковское ОВК, 25 августа — Киевское ОВК, 8 сентября — Ростово-Нахичеванское ОВК, 15 ноября — Московское учётное ОВК и пр. Вслед за этим началось довольно оживлённое создание новых ОВК как в крупных торгово-промышленных центрах, так и в других губернских и уездных городах, и даже в крупных сёлах. В 1925 году прошло I Всесоюзное совещание представителей Обществ взаимного кредита частной торговли и промышленности. Наибольшее количество ОВК в 1927 году приходилось на города уездного и окружного значения.
Первые общества взаимного кредита в РСФСР начали возникать, когда ещё не было особых законодательных актов, регулирующих как порядок возникновения Обществ, так и их деятельность. 2 сентября 1922 года Советом Труда и Обороны был утверждён нормальный (типовой) устав ОВК и одновременно с этим было поручено Народному комиссариату финансов в дальнейшем разрешать ОВК, если уставы их не будут иметь существенных отступлений от нормального устава. На нормальный устав были переведены и все ранее разрешённые ОВК, за исключением только Первого общества взаимного кредита в г. Ленинграде.
Общества взаимного кредита прекратили свою деятельность в начале 30-х годов XX века в результате кредитной реформы, проведённой в СССР.

### Особенности деятельности обществ взаимного кредита в годы Советской власти
Общества взаимного кредита были местными организациями с районом деятельности, обычно распространяющимся только на территорию одного города, в котором находились общества. Это способствовало сплочению вокруг общества взаимного кредита его членов, знакомству их между собой и взаимной осведомлённости об имущественном положении и коммерческой добросовестности каждого из членов общества. Дополнительная ответственность всех членов своим имуществом по обязательствам общества взаимного кредита, предусмотренная уставом, давала обществу взаимного кредита определённую финансовую устойчивость даже при отсутствии крупных капиталов. Эти стороны организации общества взаимного кредита должны были способствовать возникновению доверия частных лиц к обществу взаимного кредита и дать возможность им привлечь в свои обороты частные денежные средства. Предусмотренные уставом пределы размеров кредитования отдельных членов общества, устанавливаемые правительственной властью при утверждении устава, ставили препятствия слишком широкому кредитованию частных предпринимателей. С другой стороны, благодаря тому, что все члены ОВК на равных основаниях, независимо от размеров членских взносов, принимают участие в управлении деятельностью ОВК, судьба общества не могла оказаться в руках одного лица или небольшого числа лиц, распоряжающихся вопреки желанию большинства членов.
Местный характер деятельности обществ взаимного кредита, сравнительно небольшой масштаб их работы и обязанность ОВК представлять установленную отчётность давала органам государственного надзора полную возможность осуществлять надзор за их деятельностью.
Все эти черты ОВК давали основания надеяться, что привычные для широких кругов частного торгового и промышленного мира формы кредитной организации могут успешно привиться к условиям деятельности частного капитала и в то же время дать возможность поставить эти учреждения в рамки государственного регулирования.
Постановлением Совета Труда и Обороны от 10 ноября 1922 года «О порядке утверждения уставов и надзоре за деятельностью кредитных учреждений» был установлен общий для всех кредитных учреждений, в том числе и для ОВК, порядок учреждения и правительственного надзора за их деятельностью. В развитие этого постановления Наркомфином был издан ряд инструкций, из которых можно выделить Инструкцию от 7 мая 1923 г., а также ряд циркулярных разъяснений, которыми подробно регламентируется порядок прохождения ходатайств о разрешении новых ОВК, а также устанавливаются правила надзора за ними.
Общество взаимного кредита могло открыть свои действия, если устав его не отступал от нормального устава, только с разрешения Наркомфина союзной республики. Желающие образовать ОВК учредители, в количестве не менее 5 лиц, должны были составить устав в 3 экземплярах, подписать его и заверить нотариально, составить объяснительную записку, в которой подробно обосновывалась необходимость организации общества и дать экономическую характеристику того пункта, где предполагалось организовать ОВК и представить в местный финансовый отдел на утверждение.
После утверждения устав регистрировался в Наркомфине, затем учредители делали публикацию в прессе об утверждении устава, и после этого ОВК в течение 6 месяцев должно было открыть действия, в противном случае оно считалось несостоявшимся. Для открытий действий общества требовалось наличие не менее 50 членов. По открытии действий правление общества должно было представить в Наркомфин протокол учредительного общего собрания, отчёт учредителей, а также вступительный баланс и опись имущества. Затем ОВК обязано было представлять в Наркомфин установленную периодическую отчётность.
Целью ОВК по уставу являлось доставка своим членам необходимых для их оборотов капиталов. Район деятельности ОВК уставом не определялся. С разрешения Наромфина союзной республики ОВК могли открывать приемно-платежные кассы, которые должны находиться в пределах того города, где работало общество, и, которым предоставлялось право ведения только кассовых операций по приёму и выдаче денег по распоряжению правления без производства самостоятельных операций.
ОВК предоставлялось право производить почти все банковские операции. Все виды кредитов общества могли открывать только своим членам, за исключением выдачи ссуд под залог государственных ценных бумаг.
На 1 октября 1925 года в СССР действовало 173 ОВК, на 1 октября 1927 года — 285, на 1 октября 1929 года — 196, в общей сумме кредитных вложений их доля была невелика.